# Richard Wingfield (3e vicomte Powerscourt)
Richard Wingfield, 3e vicomte Powerscourt (24 décembre 1730 - 8 août 1788) est un homme politique anglo-irlandais et un pair.

## Biographie
Il est un fils cadet de Richard Wingfield (1er vicomte Powerscourt) et de Dorothy Beresford Rowley. Il fait ses études au Trinity College de Dublin et est admis au Middle Temple en 1746. Il est député de Wicklow County à la Chambre des communes irlandaise de 1761 à 1764. Cette année-là, il succède à son frère Edward Wingfield (2e vicomte Powerscourt), et siège à la Chambre des lords irlandaise.
Il vit à Powerscourt House, Dublin.
Le 7 septembre 1760, il épouse Amelia Stratford, fille de John Stratford (1er comte d'Aldborough), et Martha O'Neale. Son fils aîné, Richard, lui succède.